# 糞神島
『糞神島』（くそがみじま）は、水木しげるによる日本の漫画作品、並びに作中の舞台となる架空の島。初出は『漫画アクション』（双葉社）1971年4月15日号。1973年に同社から短編集『糞神島』が刊行された。

## 概要
糞を信仰する島に転任してきた教師が糞と奮闘する姿を描いた、水木ならではの風刺作品。ほぼ全編にわたって糞が描かれており、島にそびえたつ壮大な糞の山の点描は圧巻と評されている。マンガ研究家の中野晴行は、糞やオナラが自然に登場するのが特色の水木漫画において臭大成ともいうべき作品で、糞をこれほどの大スペクタルに仕立てた作家があったであろうかと絶賛している。
糞神島の設定は、水木が生活を送ったラバウルの原住民の赤ん坊がどこでも糞をし、またそれを豚が喰ってしまうといった、大らかな生き方への共感から作られたとも言われる。
なお、主人公の教師は最後まで名前が明かされておらず、解説書などでは「糞神島の先生」などと記されている。また、髭を蓄えた容姿は現人神の末裔によく似ているという指摘もされている。

## あらすじ
都会から一人のエリート教師が糞神島に派遣される。文明から見捨てられたこの島では、糞は信仰の対象であり貴重な財産でもあった。祖先が残した巨大な糞の山が木を育て島民の食料となる。糞をすることは神様のお出ましであり、島中が糞だらけという有様だった。教師はこの悪習を改めて文明を植えつける為に、糞の山を便所にしようと企てる。しかし、工事によって地盤が緩んだ糞の山は崩れ、島は島民もろとも糞の中に埋没してしまうのだった。

## 書誌情報
『糞神島』が収録されている短編集。
- 『糞神島』（双葉社〈アクションコミックス〉、1973年6月）
- 『一番病 水木しげる幻想と怪奇(10)』（朝日ソノラマ〈サンコミックス〉、1981年11月、ISBN 4-257-91663-X）
- 『コロポックルの枕 水木しげる幻想怪奇(2)』（講談社〈KCスペシャル〉、1986年4月、ISBN 4-06-101197-9）
- 『怪奇館へようこそ 妖怪ワンダーランド(4)』（筑摩書房〈ちくま文庫〉、1995年7月、ISBN 4-480-03064-6）
- 『糞神島 他』（講談社〈水木しげる漫画大全集〉、2015年4月、ISBN 978-4-06-377561-7）

## 参考書籍
- 志村有弘『水木しげるの魅力』勉誠出版、2002年7月。ISBN 4-585-09075-4。
- 『妖怪まんだら 水木しげるの世界』世界文化社、2010年7月。ISBN 978-4-418-10121-4。
- 『「大 (Oh!) 水木しげる展」図録』朝日新聞社、2004年。